# أذين أيمن
الأذين الأيمن (باللاتينية: atrium dextrum) أحد الحجرات الأربع في قلب الثدييات (والإنسان) والأركوصورات (والذي يضم الطيور والتمسايح ) يستقبل الدم الخالي من الأكسجين من الوريدين الأجوفين العلوي والسفلي ومن الجيب التاجي ويضخه إلى البطين الأيمن عبر الصمام ثلاثي الشرف. ملاصقاً للأذين الأيمن يوجد الزائدة الأذينية اليمنى. الأذين يساهم في المقام الأول بتسهيل عملية الدوران وذلك بالسماح بالتدفق الوريدي غير المنقطع إلى القلب، مانعاً التدفق الوريدي المتقطع الذي يمكن أن يحصل عند كل انقباض بطيني.

## العقد
العقدة الجيبية الأذينية والتي توجد في هذه الحجرة (الأذين الأيمن) بجوار الوريد الأجوف. هذه المجموعة من الخلايا عبارة عن خلايا منظمة لضربات القلب والتي تقوم تلقائياً بإزالة الاستقطاب لتصنع نشاطاً ممكناً. ثم ينتشر هذا النشاط القلبي إلى كلا الأذينين مسبباً انقباضهما، مجبراً الدم الذي يحويانه ليذهب إلى البطينين المقابلين لهما.

## عند الجنين
في بداية الحياة، عندما يكون الجنين لايزال في الرحم، يكون هناك ثقب عبر الحاجز بين الأذينين الأيمن والأيسر لدى الجنين، يحعلهما متواصلين مع بعضهما، ويعتبر هذا الشيء مهماً للدوران الدموي الجنيني. هذه الوصلة تسمى الثقبة البيضوية. منذ الولادة (عادةً خلال مدة 9 أشهر) تُغلَق الثقبة البيضوية. وذلك لأن الطفل عندما يأخذ نفسه الأول، يتم عكس تدفق الدم الجنيني، وليذهب نحو الرئتين، فلم يعد هناك حاجة إلى الثقبة البيضوية. ومن بعد إغلاقها يعاد تسميتها باسم الفجوة البيضوية. والفجوة البيضوية تعتبر بقايا جنينية.
وفي بعض الحالات، الثقبة البيضوية لا تُغلق، وتبقى في 20% من السكان، وهذا الأمر لا يسبب أي مشكلة في الغالبية العظمى. ويعرف هذا باسم الثقبة البيضوية السالكة.
داخل الأذين الأيمن الجنيني، يتدفق الدم الآتي من الوريدين الأجوفين السفلي والعلوي في تيارات منفصلة إلى أماكن مختلفة في القلب.

## التغذية
يتم تغذية الأذين الأيمن بالدم غير المؤكسد بوساطة الشريان التاجي الأيمن
الفتح في الوريد الذي يصرّف عضلة القلب نفسها يوجد في الأذين الأيمن ويسمى الجيب التاجي.

## صور

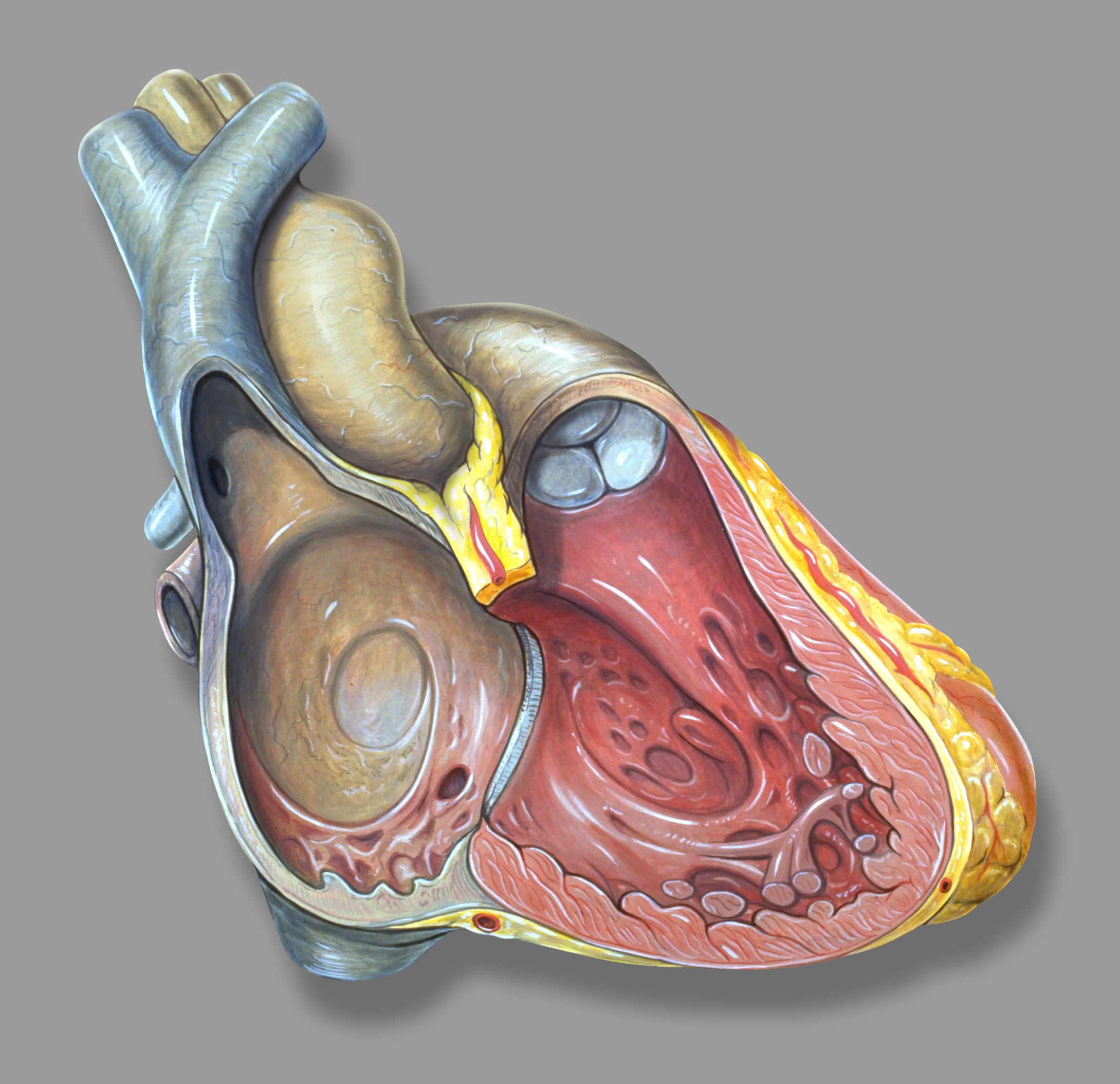
القلب، الواجهة اليمنى.